# BMW Masters
De BMW Masters (voorheen de Shanghai Masters) is een jaarlijkse golfwedstrijd welke plaatsvindt op de Lake Malaren Golf Club te Shanghai. De baan is ontworpen door Jack Nicklaus en heeft een par van 72.
In 2011 werd het toernooi georganiseerd voor de Aziatische PGA Tour en de Europese PGA Tour als de Lake Malaren Shanghai Masters, maar in 2012 werd het toernooi vernoemd tot BMW Masters en sindsdien alleen georganiseerd voor de Europese PGA Tour.

## Winnaars
| Jaar                          | Winnaar                       | Score                         | Score                         | Info                                              |                               |                               |
| Lake Malaren Shanghai Masters | Lake Malaren Shanghai Masters | Lake Malaren Shanghai Masters | Lake Malaren Shanghai Masters | Lake Malaren Shanghai Masters                     | Lake Malaren Shanghai Masters | Lake Malaren Shanghai Masters |
| ----------------------------- | ----------------------------- | ----------------------------- | ----------------------------- | ------------------------------------------------- | ----------------------------- | ----------------------------- |
| 2011                          | Rory McIlroy po               | 270                           | -18                           | Won de play-off van Anthony Kim                   |                               |                               |
| BMW Masters                   |                               |                               |                               |                                                   |                               |                               |
| 2012                          | Peter Hanson                  | 267                           | -21                           |                                                   |                               |                               |
| 2013                          | Gonzalo Fdez-Castaño          | 277                           | -11                           |                                                   |                               |                               |
| 2014                          | Marcel Siem po                | 272                           | –16                           | Won de play-off van Ross Fisher en Alexander Levy |                               |                               |
| 2015                          | Kristoffer Broberg            | 271                           | –17                           |                                                   |                               |                               |